# Головастов, Дмитрий Анатольевич
Дмитрий Анатольевич Головастов (род. 14 июля 1971, Москва) — российский спортсмен, Мастер спорта международного класса России по лёгкой атлетике, тренер по бобслею.

## Биография
Дмитрий Анатольевич Головастов выступал за сборные команды СССР и России с 1989 по 2004 годы. Участвовал в чемпионате Европы по лёгкой атлетике среди юниоров в 1989 году, где выиграл золотую медаль в эстафете 4×400 м и бронзовую ― в беге на 400 м. Экс-рекордсмен СССР в беге на 400 метров среди юниоров ( до 20 - ти лет), экс-рекордсмен России в эстафете 4х400 метров. Также является победителем чемпионатов СССР 1991 года и России (в 1992—1997, 1999, 2000 гг.). Также два раза принимал участие в Олимпийских играх: в 1992 и 2000 году. Тренировался у И. Литовченко. Выступал за спортивный клуб «Луч».
Личный рекорд в беге на 400 м составляет 45,26 с (на открытом воздухе) и 46,45 (в зале).
С 2007 года Дмитрий Анатольевич переключился на бобслей и ныне работает тренером Экспериментальной школы высшего спортивного мастерства «Воробьевы горы» и является тренером молодежной сборной команды России по бобслею. Под его руководством проходил спортивную подготовку Мастер спорта и игрок российской сборной по бобслею К. Н. Антюх.
С марта 2019 года назначен на должность директора ГБУ "СШОР "Воробьевы горы" Департамента спорта города Москвы.